# Bergeggi
Bergeggi är en comune i Savona, i regionen Ligurien i Italien, nära den franska gränsen. Kommunen hade 1 090 invånare (2018) och gränsar till kommunerna Savona och Spotorno. Bergeggi är precis som andra orter i området en ganska populär badort. Orten ligger inne i en liten bukt.